# Con nombre de guerra
«Con nombre de guerra» es el título del undécimo sencillo del grupo español de rock, Héroes del Silencio y el cuarto en extraerse del álbum Senderos de traición, publicado en 1991. Fue el penúltimo corte de la edición española, el último de la edición americana del disco. La canción habla sobre el subtema de la prostitución. La cara B del sencillo fue La carta, igualmente compilado en el álbum al que perteneció.
Desde su primer trabajo musical El mar no cesa, publicado en 1988, el grupo evolucionó hacia un rock más guitarrero y con tintes más oscuros en las letras compuestas por Enrique Bunbury, de la mano de su nuevo productor Phil Manzanera.
Según algunas entrevistas de la época, las canciones fueron compuestas un 25% por los componentes por igual, pese a que Enrique Bunbury declaró que las letras fueron obra suya y quiso que tuvieran múltiples significados.

## Créditos
- Juan Valdivia — guitarra
- Enrique Bunbury — voz y guitarra acústica
- Joaquín Cardiel — bajo, coros
- Pedro Andreu — batería